# المداح: أسطورة العودة
المداح: أسطورة العودة هو مسلسل تلفزيوني مصري، وهو الجزء الرابع من مسلسل المداح والذي عرض في عام 2021، من بطولة حمادة هلال وهبة مجدي وسهر الصايغ وفتحي عبد الوهاب وخالد سرحان ودياب، من تأليف أمين جمال ومن إخراج أحمد سمير فرج.

## قصة المسلسل
في الفصل الجديد من أسطورة المداح، يجد (صابر) نفسه في حرب ضارية، تشتعل نيرانها بينه وبين الجن، حيث يبدأ فصل جديد من الصراع حين يلبي هو وصديقه (سميح) نداء استغاثة لعائلة صعيدية.

## طاقم التمثيل
- حمادة هلال في دور «صابر المداح»[2]
- هبة مجدي في دور «رحاب»
- سهر الصايغ في دور «الجنية مليكة»
- فتحي عبد الوهاب في دور «سميح الجلاد - قزح»
- خالد سرحان في دور «حسن»
- دنيا عبد العزيز في دور «منال»
- أحمد بدير في دور «سلام»
- تامر شلتوت في دور «عماد»
- حنان سليمان في دور «صفاء»
- هلا السعيد في دور «هبة»
- بسمة ماهر في دور «عيشة»
- دياب صخر
- حمزه العيلي موت
- أحمد خالد صالح النمرود
- مي سليم

## فريق العمل
- إخراج: أحمد سمير فرج
- تأليف: أمين جمال
- إنتاج: صادق أنور صباح

## أجزاء أخرى
- المداح (الجزء الأول)
- المداح أسطورة الوادي (الجزء الثاني)
- المداح أسطورة العشق (الجزء الثالث)
- المداح أسطورة العهد (الجزء الخامس)